# Altınova, Evciler
Altınova là một xã thuộc huyện Evciler, tỉnh Afyonkarahisar, Thổ Nhĩ Kỳ. Dân số thời điểm năm 2011 là 535 người.